# Merimde

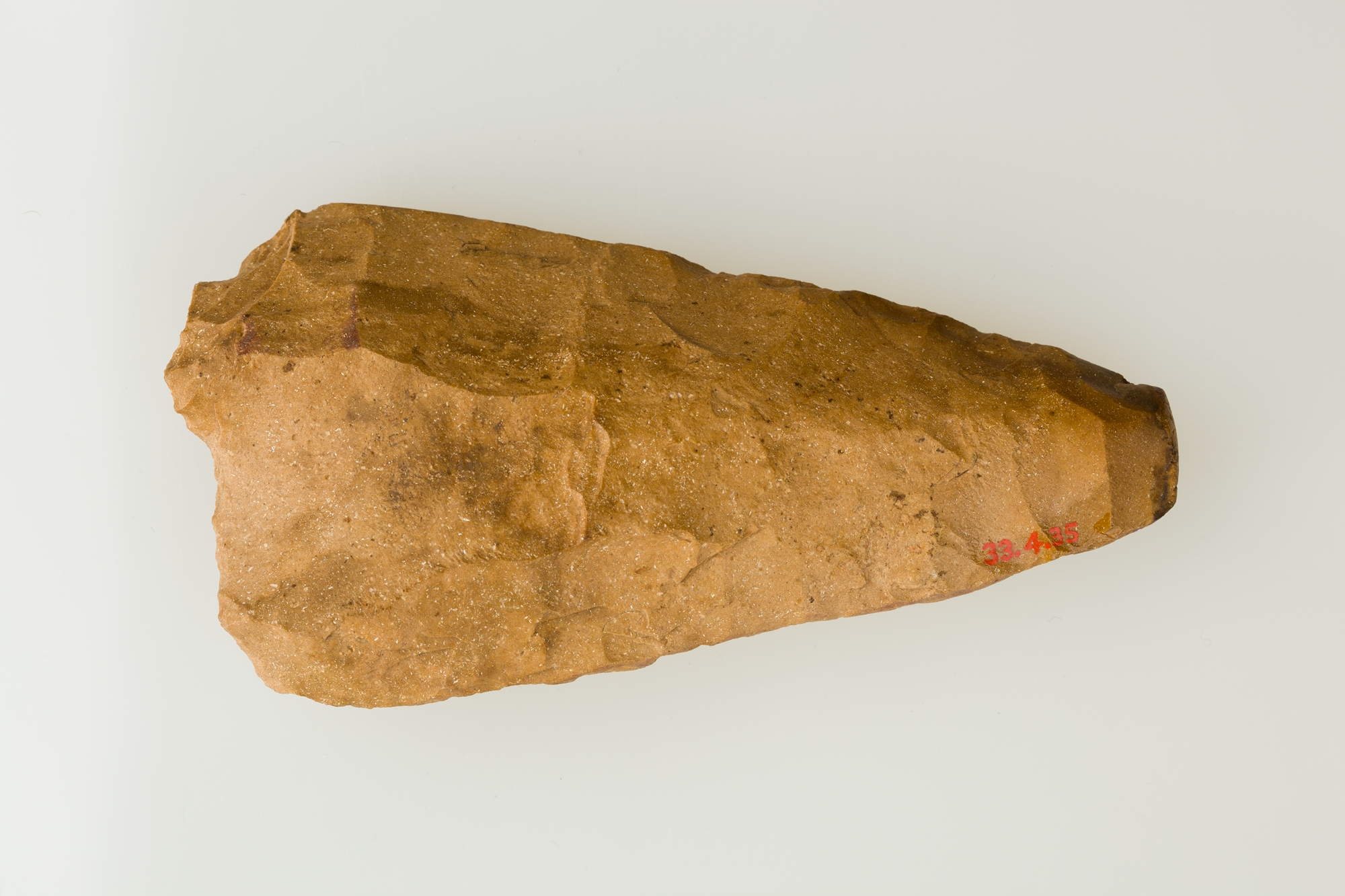
Handyxa från merimdekulturen.

Merimde är en arkeologisk fyndort i Egypten som givit namn åt en neolitisk kultur, Merimdekulturen, som blomstrade under det femte årtusendet f.Kr. Den arkeologiska fyndorten är belägen vid byn Merimde Beni-salame i västra Nildeltat, 45 km nordväst om Kairo.
Merimde är en av de äldsta kända kulturerna i Nildalen. De äldsta spåren av människor på platsen dateras till det sjätte årtusendet f.Kr. men en fast bosättning baserat på jordbruk fanns först under det femte årtusendet f.Kr. Det är oklart om Merimde var den första jordbrukskulturen i Nildalen i tävlan med Faijumkulturen. Efter den senaste undersökningen av platsen förekommer dateringen 4750-4250 f.Kr.
Merimdekulturen bedrev ett intensivt jordbruk med svinavel förutom jakt och fiske. Bosättningen bestod av ovala hus byggda av lera och vass, vilka låg tätt ihop på samma plats som gravarna. Folket framställde en enkel polerad keramik dekorerad med fiskbensmönster. Arkeologerna har funnit smycken tillverkade av pärlor och snäckskal som måste ha kommit från Röda havet. De snidade även prydnadsföremål av elfenben.
Merimde upptäcktes av den österrikiska arkeologen Hermann Junker 1928, och utgrävningar pågick tills 1939. Fyndmaterialet förstördes dock under Andra världskriget. 1976/1977 påbörjades nya utgrävningar av egyptiska och tyska arkeologer under ledning av Josef Eiwanger, vilka pågick till 1982.